# Јован Туроман
Јован Туроман (Уштица, Горња Крајина, 18. јануар 1840 – Београд, 20. август 1915) био је српски филолог и професор латинског и старогрчког језика.

## Биографија
Радио је као професор Српске православне велике гимназије у Новом Саду од 1864. до 1875. године. По преласку у Београд, био је професор класичне филологије на Великој школи, односно од 1905. Универзитету у Београду.
Посебно се посветио прочавању живота и дела оратора Демостена преводећи његове беседе. Од чланака се издвајају демостеновска одбрана старогрчког језика и књижевности (1863, Преодница), потом критика српскохрватског превода Антигоне (1879, Јавор) и „Књижевна заједница Срба и Хрвата” (1874, Јавор), у коме се залаже за планско превођење како би се избегли дупликати. Аутор је више уџбеника за грчки и латински језик.
За редовног члана Српске краљевске академије изабран је 1894. године.
Сахрањен је на Алмашком гробљу у Новом Саду.

## Избор из библиографије
- Књижевна заједница Срба и Хрвата
- Димостен као говорник и државник
- Димостенове филипике : увод у прву филипику